# Любівка (Богодухівський район)
Лю́бівка — село в Україні, у Краснокутській селищній громаді Богодухівського району Харківської області. Населення становить 878 осіб. До 2020 орган місцевого самоврядування — Любівська сільська рада.

## Географія
Село Любівка знаходиться на правому березі річки Мерла, вище за течією примикає до міста Краснокутськ, нижче за течією примикає до села Колонтаїв. Через село проходить автомобільна дорога Т 1701 (Т 1702).
За селом, у північно-західній його частині, розміщені лани сільськогосподарських підприємств, розташованих на території населеного пункту, а в південно-східній частині — луки, посередині яких протікає Мерла. Далі розташований державний ліс. Також в Любівці є чудове місце — Криничне, куди залюбки ходять, як дорослі, так і діти. На північ від центральної частини села розташована гідрологічна пам'ятка природи — «Любівська».

## Історія

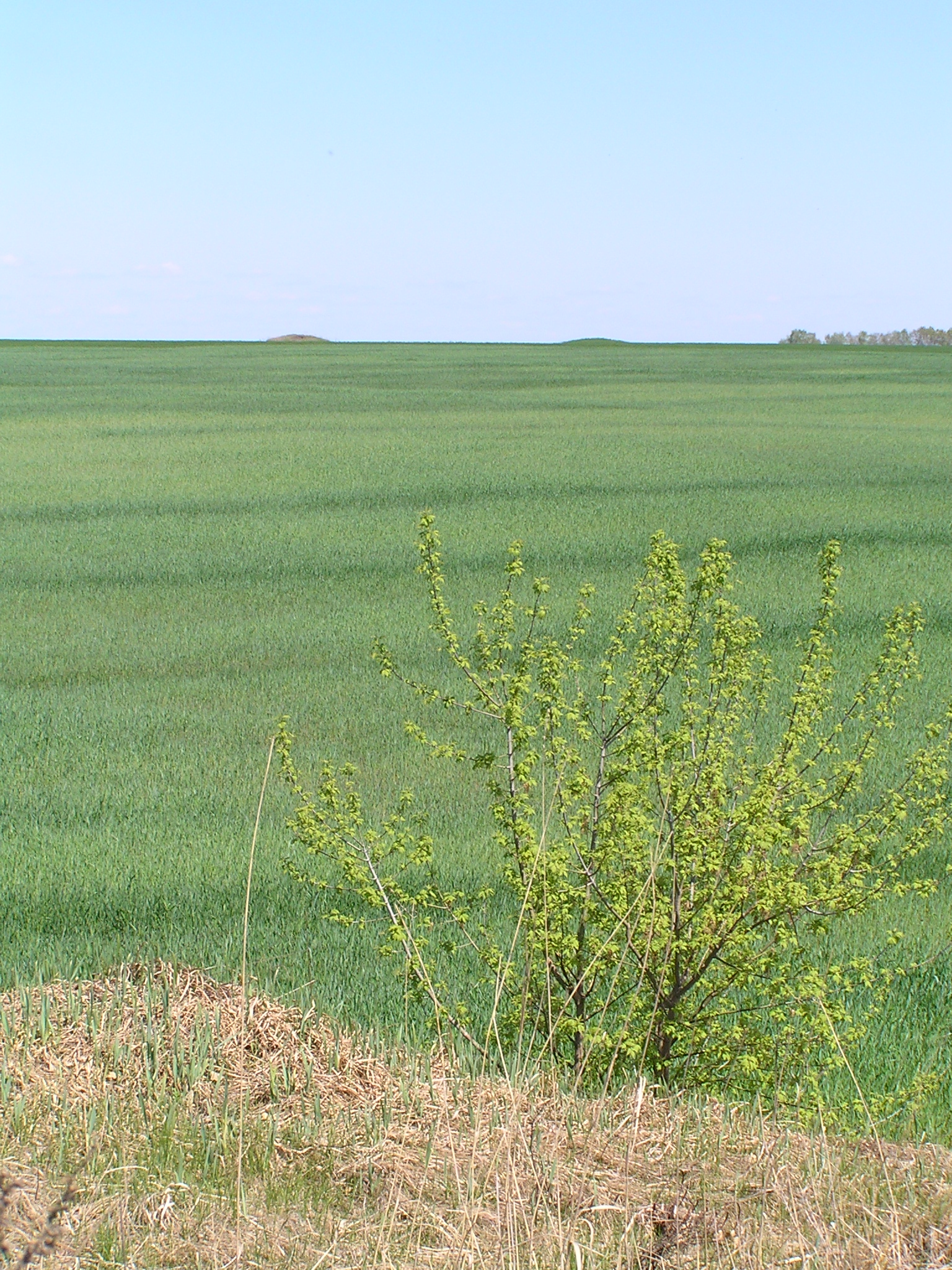
Кургани II тис. до н. е. — I тис. н. е. біля с. Любівка

### Стародавні часи
На території села Любівки знайдені поселення епохи неоліту, бронзи, скіфських часів і салтівської культури, а також сарматські поховання ІІ-ІІІ століть до н. е. Цікавими були результати розкопок багатошарового поселення біля Любівки. Тут виявлена велика землянка бондарихинської культури ІХ-VII ст. до н. е. Ця велика, як на той час, будівля мала площу близько 210 кв. м. Перекриття опиралося на два ряди стовпів. Уздовж стін помітні залишки вирізаних у материковому ґрунті нар, на яких сиділи і спали. У північній частині житла виявлено піч, викладену із глиняних вальків. Отже, знайдено не звичайне житло, а якесь загальне приміщення, у якому збиралися члени роду для обговорення якихось питань. У 1973—1974 роках Б.Шрамком розкопане біля Любівки й багатошарове поселення неолітичної доби(IV тисячоліття до н. е.); доби бронзи (ІІ тисячоліття до н. е.) та скіфське(VIII століття до н. е.).
Поблизу Любівки Х. Петровським досліджувалися поселення скіфської доби (VI-ІІІ ст. до н. е.). Крім різноманітної кераміки тут знайдені кам'яні зернотертки, частини кінських вудил, бурав, відбитки зерна ячменю, пшениці, проса, прикраси з бронзи та інші речі, які засвідчують, що в басейні річки Мерла в ранню залізну добу мешкали скотарсько-землеробські племена. Уламки грецьких амфор, що знайдені поблизу Любівки, указують на те, що в VI-V ст. до н. е. місцеве населення підтримувало торговельні зв'язки з античними містами Північного Причорномор'я. При розкопках у Любівці виявлено також рідкісне сарматське поховання (ІІІ ст.н. е.) дівчинки, одяг якої прикрашали дві бронзові застібки — фібули. На шиї — намисто зі скляних, бурштинових і коралових намистин, а на руках — бронзові браслети.
У 1927 році поблизу Любівки знайдено скарб ранньослов'янських старожитностей. Відомий учений Б. Рибаков відносить ці речі до старожитностей русів (зберігаються в Харківському історичному музеї).

### Заснування села
Село Любівка вперше згадується у  1678 році. Багато існує легенд про те, чому саме 346 років тому назвали це село Любівкою. До цієї теми зверталося багато письменників. Існує якнайменше 3 легенди:
- на місці, де зараз знаходиться центр нашого села, поселилося кілька переселенців. Через декілька років тут було поставлено пархомівським паном Вучичевичем шинок, у якому займалася торгівлею молода жінка Любка, але не просто працювала, а здійснила подвиг.
- Один заможний житель Колонтаєва десь у кінці XVII століття уподобав собі красиву місцину на землях, що пролягла між Красним Кутом і Колонтаєвом. Побудував собі там хату.

- Дуже любе мені це місце, — похваливсь він перед сусідами, переїжджаючи до нового помешкання.
- А й справді любе, — погодилися ті з тих, хто прийшов сюди через кілька днів провідати новосела на його новій садибі.
Дехто вирішив поселити поряд синів, які збиралися женитись. Так виникла і утвердилась за новим поселенням красива, лірична назва — Любівка.
- Переселенців, які зупинилися на правому березі річки Мерла між Красним Кутом і Колонтаєвом, вразила краса, багатство місцевості. Тут були родючі луки, недалеко — річка, багата на рибу, на північ — землі, придатні для землеробства. Це було любе (любиме, гарне) місце для життя. Звідси і назва.

Станом на 1 січня 2013 року кількість населення складала 665 осіб. На території села розташовано 6 торговельних підприємств, які займаються роздрібною торгівлею промислових та продовольчих товарів.
12 червня 2020 року, розпорядженням Кабінету Міністрів України № 725-р «Про визначення адміністративних центрів та затвердження територій територіальних громад Харківської області», увійшло до складу Краснокутської селищної громади.
19 липня 2020 року, в результаті адміністративно-територіальної реформи та ліквідації Краснокутського району, село увійшло до складу Богодухівського району.

## Спорт
ФК «Рубін» (Любівка) — чемпіон Краснокутського району з футболу 2009 і 2010 рр.

## Галерея

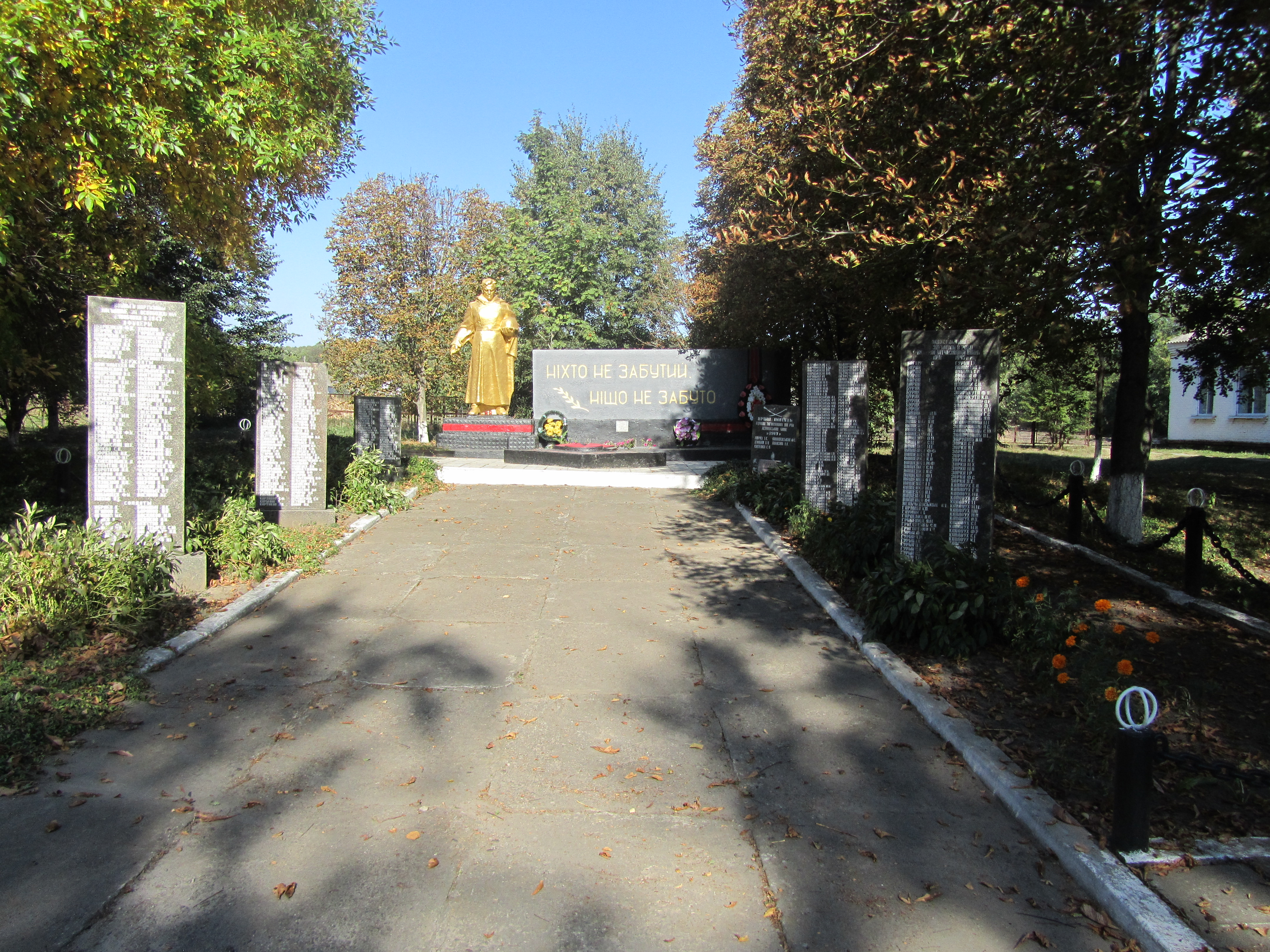
Братська могила радянських воїнів і пам'ятний знак воїнам-односельцям
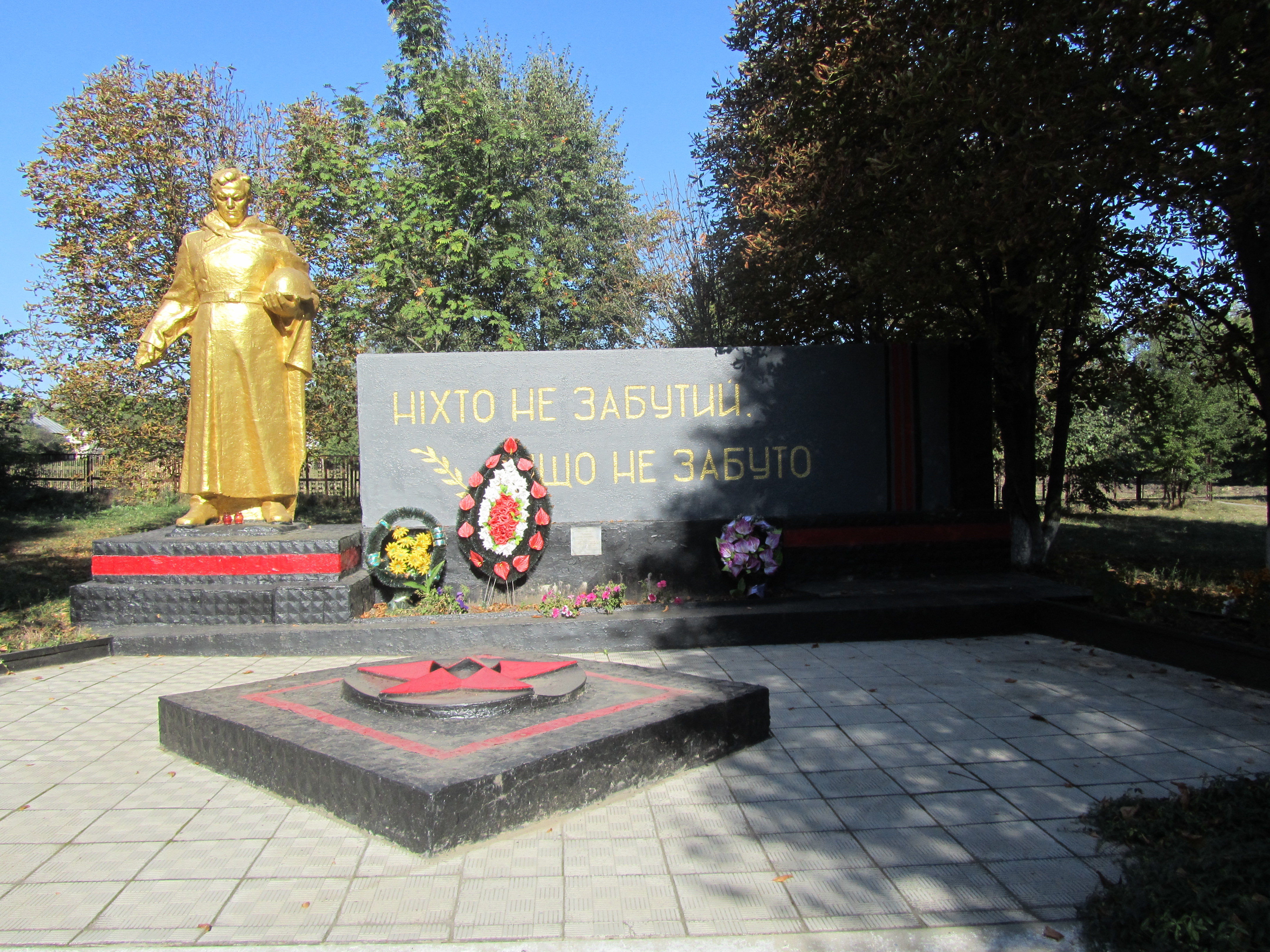
Меморіал з вічним вогнем
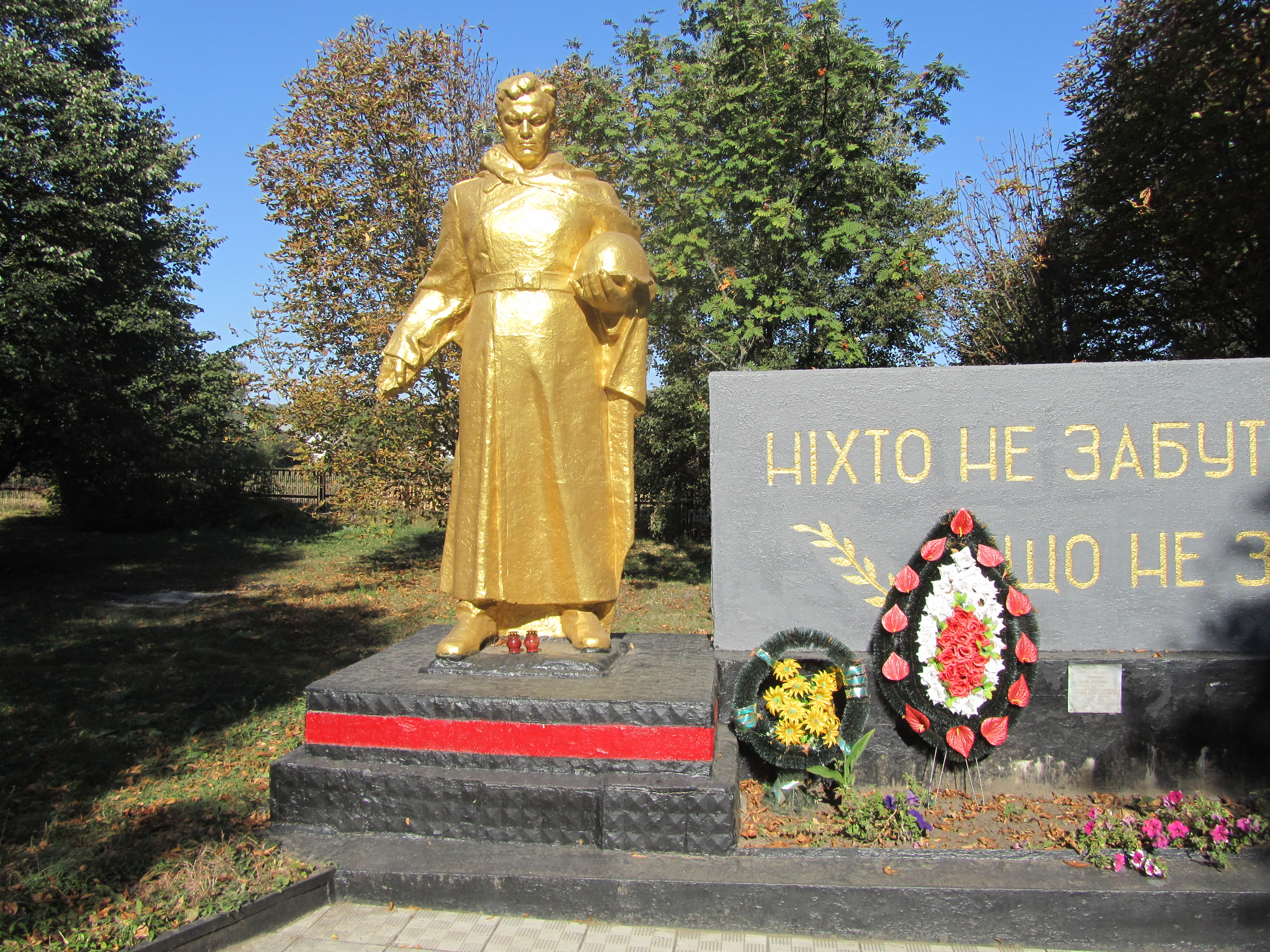
Пам'ятник
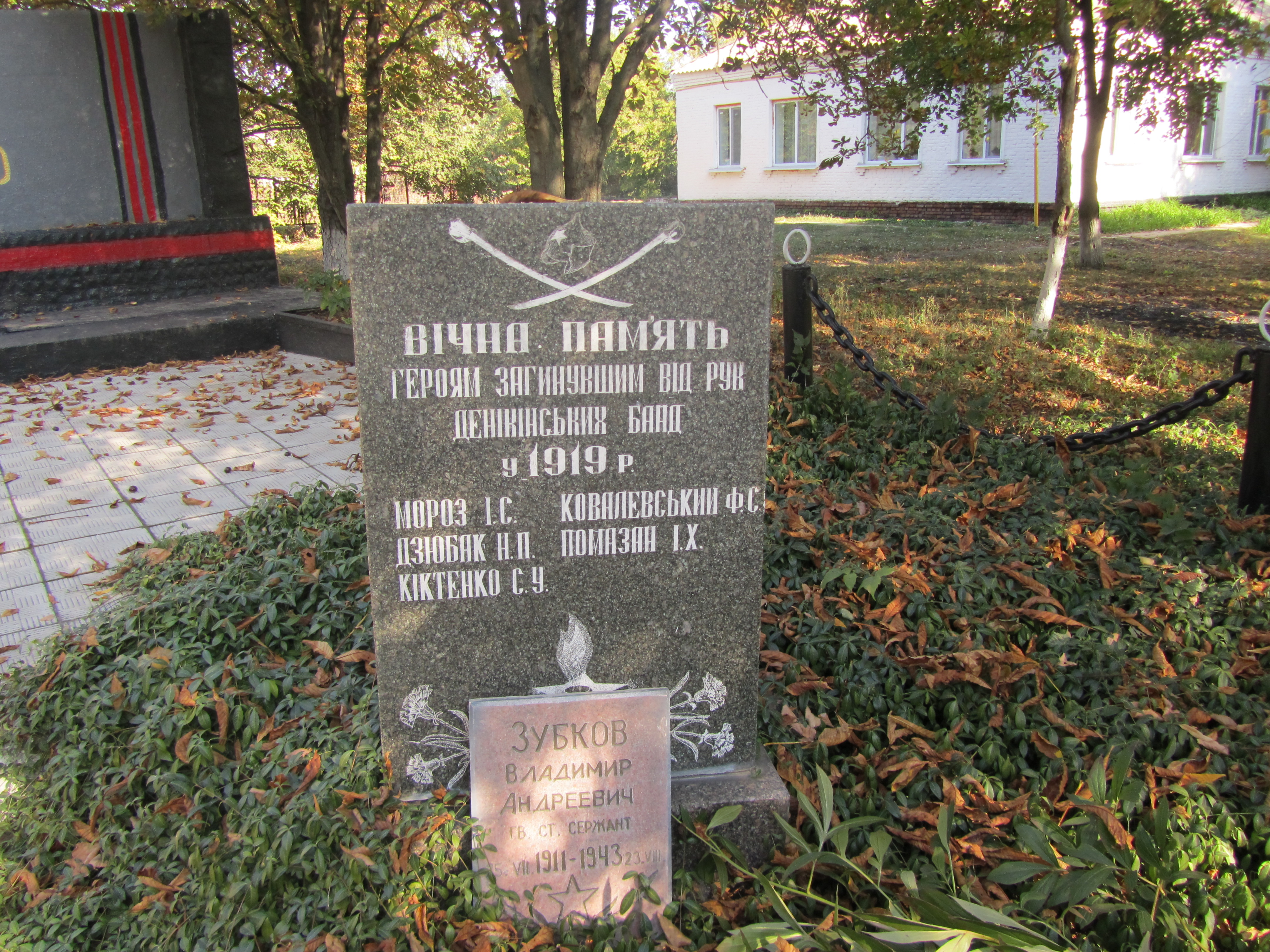
Братська могила
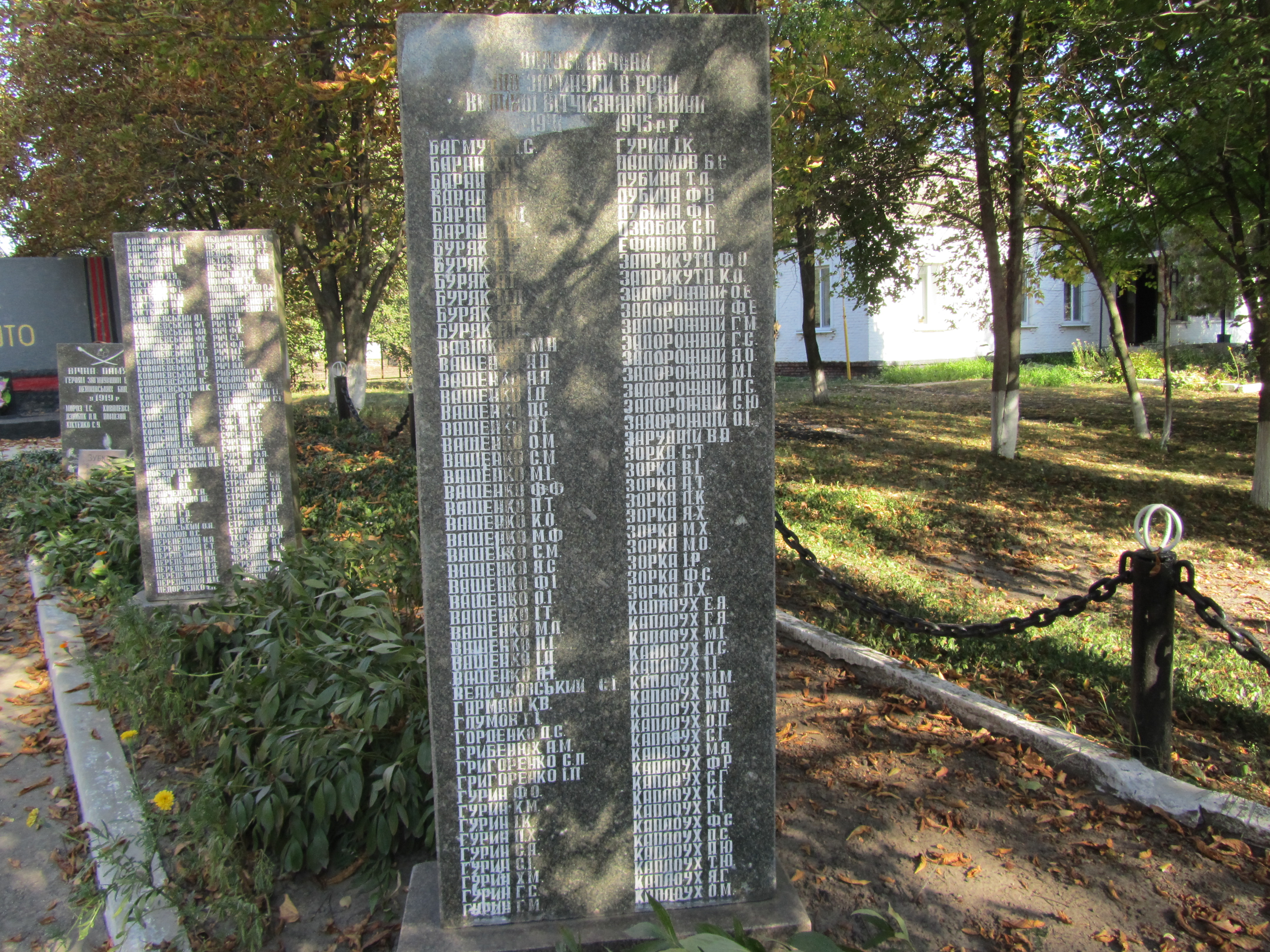
Стелли